# María Dolores Martínez
María Dolores Martínez (1970) es una deportista española que compitió en halterofilia.
Ganó una medalla de bronce en el Campeonato Mundial de Halterofilia de 1992 y tres medallas de bronce en el Campeonato Europeo de Halterofilia entre los años 1989 y 1992.

## Palmarés internacional
| Campeonato Mundial | Campeonato Mundial              | Campeonato Mundial | Campeonato Mundial |
| Año                | Lugar                           | Medalla            | Categoría          |
| ------------------ | ------------------------------- | ------------------ | ------------------ |
| 1992               | Varna (Bulgaria)                | Medalla de bronce  | 67,5 kg            |
| Campeonato Europeo |                                 |                    |                    |
| Año                | Lugar                           | Medalla            | Categoría          |
| 1989               | Mánchester (Reino Unido)        | Medalla de bronce  | 67,5 kg            |
| 1990               | Santa Cruz de Tenerife (España) | Medalla de bronce  | 67,5 kg            |
| 1992               | Loures (Portugal)               | Medalla de bronce  | 67,5 kg            |